# روز جهانی خنده

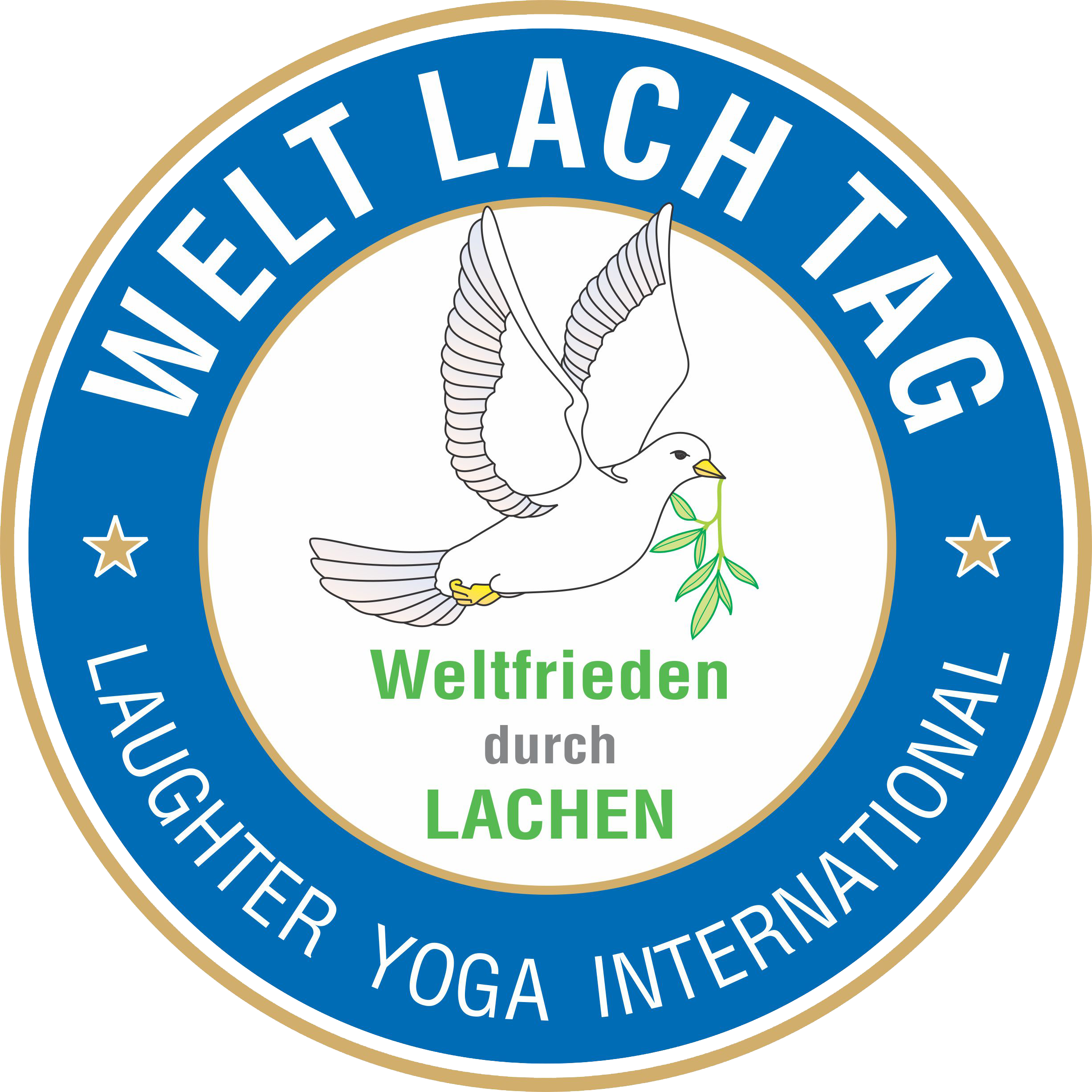
روز جهانی خنده

روز جهانی خنده (به انگلیسی: World Laughter Day) اولین یکشنبه ماه مه هر سال برگزار می‌شود.. روز جهانی خنده، در ۱۹۹۸ توسط دکتر مادان کاتاریا، بنیانگذار حرکت جهانی یوگای خنده با هدف بیداری جهانی برای برادری و دوستی از راه خنده است.